# Varinurme
Koordinaten: 59° 21′ N, 26° 54′ O
Varinurme ist ein Dorf (estnisch küla) in der Landgemeinde Sonda (Sonda vald). Es liegt im Kreis Ida-Viru (Ost-Wierland) im Nordosten Estlands.
Das Dorf hat 71 Einwohner (Stand 1. Januar 2009). Es liegt westlich der Stadt Kiviõli.